# Okręg wyborczy nr 41 do Sejmu Rzeczypospolitej Polskiej (1993–2001)
Okręg wyborczy nr 41 do Sejmu Rzeczypospolitej Polskiej (1993–2001) obejmował województwo skierniewickie. W ówczesnym kształcie został utworzony w 1993. Wybieranych było w nim 4 posłów w systemie proporcjonalnym (dodatkowo w wyborach w 1993 roku wybrany został 1 poseł z listy ogólnopolskiej).
Siedzibą okręgowej komisji wyborczej były Skierniewice.

## Wyniki wyborów
| Podział 4 mandatów: SLD: 1 PSL: 3 Dla listy ogólnopolskiej: Podział 1 mandatów: UP: 1 |

| Podział 4 mandatów: SLD: 1 PSL: 1 AWS: 2 |

## Reprezentanci okręgu
| Sejm | Rok  | Poseł KW                                             | Poseł KW                                             | Poseł KW                                             | Poseł KW                                             | Poseł KW                                             | Poseł KW                                             | Poseł KW                                             | Poseł KW                                             | Poseł KW wybrany z listy ogólnopolskiej              | Poseł KW wybrany z listy ogólnopolskiej              |
| ---- | ---- | ---------------------------------------------------- | ---------------------------------------------------- | ---------------------------------------------------- | ---------------------------------------------------- | ---------------------------------------------------- | ---------------------------------------------------- | ---------------------------------------------------- | ---------------------------------------------------- | ---------------------------------------------------- | ---------------------------------------------------- |
| II   | 1993 |                                                      | A. Olszewski SLD                                     |                                                      | J. Wojciechowski PSL                                 |                                                      | K. Ozga PSL                                          |                                                      | E. Gnat PSL                                          |                                                      | I. Jaruga-Nowacka UP                                 |
| II   | 1995 | T. Gajda PSL                                         | A. Olszewski SLD                                     |                                                      |                                                      |                                                      | K. Ozga PSL                                          |                                                      | E. Gnat PSL                                          |                                                      | I. Jaruga-Nowacka UP                                 |
| III  | 1997 | T. Gajda PSL                                         | A. Olszewski SLD                                     |                                                      | K. Miodowicz AWS                                     |                                                      | E. Mańkowska AWS                                     | —                                                    | —                                                    |                                                      |                                                      |
| IV   | 2001 | okręg zniesiony – patrz okręgi nr 9, 10, 11, 16 i 20 | okręg zniesiony – patrz okręgi nr 9, 10, 11, 16 i 20 | okręg zniesiony – patrz okręgi nr 9, 10, 11, 16 i 20 | okręg zniesiony – patrz okręgi nr 9, 10, 11, 16 i 20 | okręg zniesiony – patrz okręgi nr 9, 10, 11, 16 i 20 | okręg zniesiony – patrz okręgi nr 9, 10, 11, 16 i 20 | okręg zniesiony – patrz okręgi nr 9, 10, 11, 16 i 20 | okręg zniesiony – patrz okręgi nr 9, 10, 11, 16 i 20 | okręg zniesiony – patrz okręgi nr 9, 10, 11, 16 i 20 | okręg zniesiony – patrz okręgi nr 9, 10, 11, 16 i 20 |

### Wybory parlamentarne 1993
| Komitet wyborczy                                      | Komitet wyborczy                                     | Głosów | %     | Mandaty | Wybrani posłowie                                                |
| ----------------------------------------------------- | ---------------------------------------------------- | ------ | ----- | ------- | --------------------------------------------------------------- |
|                                                       | Polskie Stronnictwo Ludowe                           | 43 018 | 30,95 | 3       | Janusz Wojciechowski, Krystyna Ozga, Edward Gnat. Tadeusz Gajda |
|                                                       | Sojusz Lewicy Demokratycznej                         | 24 841 | 17,87 | 1       | Andrzej Olszewski                                               |
|                                                       | Unia Pracy                                           | 8514   | 6,12  | 0 (1)   | Izabela Jaruga-Nowacka                                          |
|                                                       | Unia Demokratyczna                                   | 8422   | 6,06  | –       |                                                                 |
|                                                       | Bezpartyjny Blok Wspierania Reform                   | 6950   | 5,00  | –       |                                                                 |
|                                                       | Katolicki Komitet Wyborczy „Ojczyzna”                | 6824   | 4,91  | –       |                                                                 |
|                                                       | Polskie Stronnictwo Ludowe – Porozumienie Ludowe     | 5678   | 4,08  | –       |                                                                 |
|                                                       | Niezależny Samorządny Związek Zawodowy „Solidarność” | 5663   | 4,07  | –       |                                                                 |
|                                                       | Konfederacja Polski Niepodległej                     | 5567   | 4,00  | –       |                                                                 |
|                                                       | Partia X                                             | 5420   | 3,90  | –       |                                                                 |
|                                                       | Samoobrona – Leppera                                 | 5145   | 3,70  | –       |                                                                 |
|                                                       | Porozumienie Centrum                                 | 4943   | 3,56  | –       |                                                                 |
|                                                       | Koalicja dla Rzeczypospolitej                        | 4781   | 3,44  | –       |                                                                 |
|                                                       | Unia Polityki Realnej                                | 4349   | 3,13  | –       |                                                                 |
|                                                       | Kongres Liberalno-Demokratyczny                      | 3453   | 2,48  | –       |                                                                 |
|                                                       | Polska Partia Przyjaciół Piwa                        | 588    | 0,42  | –       |                                                                 |
| Frekwencja: 47,48% Źródło: Państwowa Komisja Wyborcza |                                                      |        |       |         |                                                                 |

Poniższa tabela przedstawia podział mandatów dla komitetów wyborczych na podstawie uzyskanych głosów, a następnie obliczonych ilorazów wyborczych na podstawie metody D’Hondta.
| Podział mandatów dla komitetów wyborczych na podstawie metody D’Hondta | Podział mandatów dla komitetów wyborczych na podstawie metody D’Hondta | Podział mandatów dla komitetów wyborczych na podstawie metody D’Hondta | Podział mandatów dla komitetów wyborczych na podstawie metody D’Hondta | Podział mandatów dla komitetów wyborczych na podstawie metody D’Hondta | Podział mandatów dla komitetów wyborczych na podstawie metody D’Hondta | Podział mandatów dla komitetów wyborczych na podstawie metody D’Hondta | Podział mandatów dla komitetów wyborczych na podstawie metody D’Hondta | Podział mandatów dla komitetów wyborczych na podstawie metody D’Hondta |
| Komitet wyborczy                                                       | Komitet wyborczy                                                       | Liczba głosów                                                          | Iloraz wyborczy                                                        | Iloraz wyborczy                                                        | Iloraz wyborczy                                                        | Iloraz wyborczy                                                        | Mandaty                                                                | TP                                                                     |
| Komitet wyborczy                                                       | Komitet wyborczy                                                       | Liczba głosów                                                          | /1                                                                     | /2                                                                     | /3                                                                     | /4                                                                     | Mandaty                                                                | TP                                                                     |
| ---------------------------------------------------------------------- | ---------------------------------------------------------------------- | ---------------------------------------------------------------------- | ---------------------------------------------------------------------- | ---------------------------------------------------------------------- | ---------------------------------------------------------------------- | ---------------------------------------------------------------------- | ---------------------------------------------------------------------- | ---------------------------------------------------------------------- |
|                                                                        | Polskie Stronnictwo Ludowe                                             | 43 018                                                                 | 43 018                                                                 | 21 509                                                                 | 14 339                                                                 | 10 755                                                                 | 3                                                                      | 1,82                                                                   |
|                                                                        | Sojusz Lewicy Demokratycznej                                           | 24 841                                                                 | 24 841                                                                 | 12 421                                                                 | 8280                                                                   | 6210                                                                   | 1                                                                      | 1,05                                                                   |
|                                                                        | Unia Pracy                                                             | 8514                                                                   | 8514                                                                   | 4257                                                                   | 2838                                                                   | 2129                                                                   | 0                                                                      | 0,36                                                                   |
|                                                                        | Unia Demokratyczna                                                     | 8422                                                                   | 8422                                                                   | 4211                                                                   | 2807                                                                   | 2106                                                                   | 0                                                                      | 0,36                                                                   |
|                                                                        | Bezpartyjny Blok Wspierania Reform                                     | 6950                                                                   | 6950                                                                   | 3475                                                                   | 2317                                                                   | 1738                                                                   | 0                                                                      | 0,29                                                                   |
|                                                                        | Konfederacja Polski Niepodległej                                       | 5567                                                                   | 5567                                                                   | 2784                                                                   | 1856                                                                   | 1392                                                                   | 0                                                                      | 0,24                                                                   |
| Ogółem                                                                 | Ogółem                                                                 | 94 612                                                                 | —                                                                      | —                                                                      | —                                                                      | —                                                                      | 4                                                                      | 4                                                                      |

### Wybory parlamentarne 1997
| Komitet wyborczy                                      | Komitet wyborczy                          | Głosów | %     | Mandaty | Wybrani posłowie                   |
| ----------------------------------------------------- | ----------------------------------------- | ------ | ----- | ------- | ---------------------------------- |
|                                                       | Akcja Wyborcza Solidarność                | 31 763 | 25,49 | 2       | Konstanty Miodowicz, Ewa Mańkowska |
|                                                       | Sojusz Lewicy Demokratycznej              | 30 546 | 24,51 | 1       | Andrzej Olszewski                  |
|                                                       | Polskie Stronnictwo Ludowe                | 24 396 | 19,58 | 1       | Tadeusz Gajda                      |
|                                                       | Unia Wolności                             | 12 019 | 9,65  | –       |                                    |
|                                                       | Ruch Odbudowy Polski                      | 8226   | 6,60  | –       |                                    |
|                                                       | Blok dla Polski                           | 5020   | 4,03  | –       |                                    |
|                                                       | Unia Pracy                                | 4735   | 3,80  | –       |                                    |
|                                                       | Unia Prawicy Rzeczypospolitej             | 2972   | 2,30  | –       |                                    |
|                                                       | Krajowa Partia Emerytów i Rencistów       | 2568   | 2,06  | –       |                                    |
|                                                       | Krajowe Porozumienie Emerytów i Rencistów | 2362   | 1,90  | –       |                                    |
| Frekwencja: 41,78% Źródło: Państwowa Komisja Wyborcza |                                           |        |       |         |                                    |

Poniższa tabela przedstawia podział mandatów dla komitetów wyborczych na podstawie uzyskanych głosów, a następnie obliczonych ilorazów wyborczych na podstawie metody D’Hondta.
| Podział mandatów dla komitetów wyborczych na podstawie metody D’Hondta | Podział mandatów dla komitetów wyborczych na podstawie metody D’Hondta | Podział mandatów dla komitetów wyborczych na podstawie metody D’Hondta | Podział mandatów dla komitetów wyborczych na podstawie metody D’Hondta | Podział mandatów dla komitetów wyborczych na podstawie metody D’Hondta | Podział mandatów dla komitetów wyborczych na podstawie metody D’Hondta | Podział mandatów dla komitetów wyborczych na podstawie metody D’Hondta | Podział mandatów dla komitetów wyborczych na podstawie metody D’Hondta | Podział mandatów dla komitetów wyborczych na podstawie metody D’Hondta |
| Komitet wyborczy                                                       | Komitet wyborczy                                                       | Liczba głosów                                                          | Iloraz wyborczy                                                        | Iloraz wyborczy                                                        | Iloraz wyborczy                                                        | Iloraz wyborczy                                                        | Mandaty                                                                | TP                                                                     |
| Komitet wyborczy                                                       | Komitet wyborczy                                                       | Liczba głosów                                                          | /1                                                                     | /2                                                                     | /3                                                                     | /4                                                                     | Mandaty                                                                | TP                                                                     |
| ---------------------------------------------------------------------- | ---------------------------------------------------------------------- | ---------------------------------------------------------------------- | ---------------------------------------------------------------------- | ---------------------------------------------------------------------- | ---------------------------------------------------------------------- | ---------------------------------------------------------------------- | ---------------------------------------------------------------------- | ---------------------------------------------------------------------- |
|                                                                        | Akcja Wyborcza Solidarność                                             | 31 763                                                                 | 31 763                                                                 | 15 882                                                                 | 10 588                                                                 | 7941                                                                   | 2                                                                      | 1,19                                                                   |
|                                                                        | Sojusz Lewicy Demokratycznej                                           | 30 546                                                                 | 30 546                                                                 | 15 273                                                                 | 10 182                                                                 | 7637                                                                   | 1                                                                      | 1,14                                                                   |
|                                                                        | Polskie Stronnictwo Ludowe                                             | 24 396                                                                 | 24 396                                                                 | 12 198                                                                 | 8132                                                                   | 6099                                                                   | 1                                                                      | 0,91                                                                   |
|                                                                        | Unia Wolności                                                          | 12 019                                                                 | 12 019                                                                 | 6010                                                                   | 4006                                                                   | 3005                                                                   | 0                                                                      | 0,45                                                                   |
|                                                                        | Ruch Odbudowy Polski                                                   | 8226                                                                   | 8226                                                                   | 4113                                                                   | 2742                                                                   | 2057                                                                   | 0                                                                      | 0,31                                                                   |
| Ogółem                                                                 | Ogółem                                                                 | 106 950                                                                | —                                                                      | —                                                                      | —                                                                      | —                                                                      | 4                                                                      | 4                                                                      |